# Aponogeton distachyos
El espárrago de El Cabo o azucena acuática (Aponogeton distachyos) es una especie de planta acuática de la familia Aponogetonaceae.

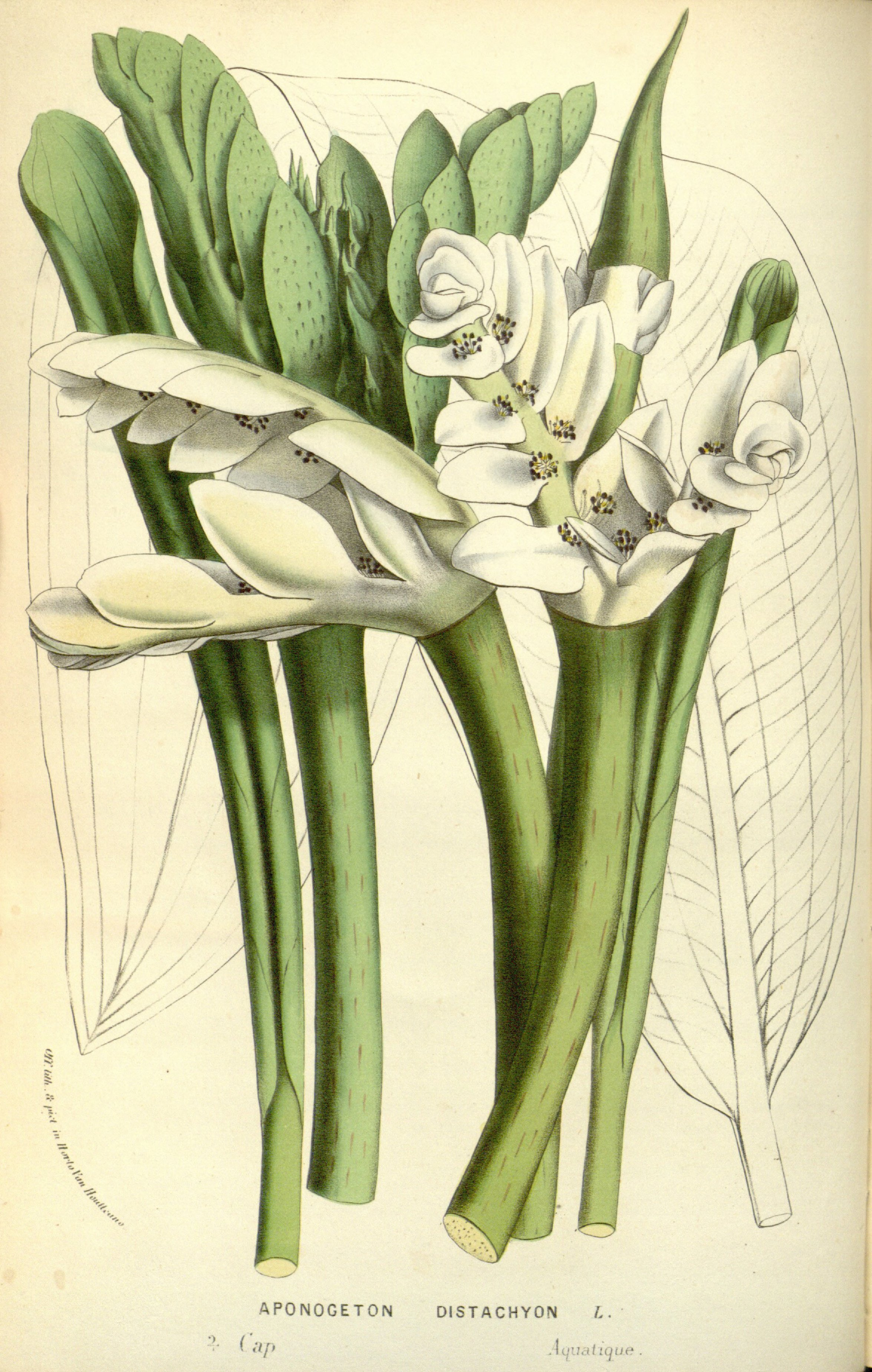
Ilustración

## Descripción
Aponogeton distachyos tiene hojas flotantes de forma elíptica y de borde entero. Las flores se disponen en espigas blancas emergiendo por encima de la superficie. Está muy amplamente cultivada, pues sus flores emanan un dulce aroma.

## Hábitat
Prospera en charcas, en zonas templadas de Sudáfrica, con inviernos lluviosos, en el Cabo. Se adapta a crecer en charcas y humedales, que se secan en verano. Hace dormancia en los tubérculos hasta que los depósitos se llenan nuevamente en otoño. 
Fue introducida en cultivo en Europa en el siglo XVII, y más tarde a otras partes del mundo. Es popular en jardines acuáticos porque sus pimpollos se presentan en la temporada fría. Florece tempranamente en la estación de crecimiento, con dormancia en el verano, y vuelve a florecer tarde en la estación. Donde el tiempo es medio, florecerá todo el invierno. 
En aguas más profundas, la dormancia sigue en invierno, pero es buena idea cubrirlos o entrarlos en inviernos severos.
Se ha escapado al campo, y establecido extensamente en Australia; naturalizada en el sur de Francia. En Norteamérica solo se ha naturalizado en costas centrales y en el sur de California.
Publicación válida: L.f., Suppl. Pl. 32, 214. 1782 (como "distachyon").

## Taxonomía
Aponogeton distachyos fue descrita por Carlos Linneo el Joven y publicado en Supplementum Plantarum 32, 214. 1781[1782].
Etimología
Aponogeton: nombre genérico que deriva del nombre latino de los manantiales curativos en Aquae Aponi, Italia, y geiton = "vecino", originalmente aplicada a una planta acuática encontrada allí, el nombre que se da debido al hábitat de esta planta.
distachyos: epíteto latíno que significa "con dos espigas"